# Manfra
Manfra, también llamada manga francés (manga a la francesa )o franga, es un término que describe cómics francófonos inspirados principalmente en el manga, aunque también en otros tipos de historieta asiática. Manfra es un acrónimo formado por “manga” y “francés” que apareció por primera vez en 2005. Forma parte del movimiento denominado manga global.
El manfra surgió a principios de los años 2000 y alcanzó su popularidad a finales de los años 2010. Aunque no gozó de aceptación en sus inicios, actualmente tiene verdadero éxito y ha sido exportado internacionalmente.De entre las editoriales dedicadas al manfra se encuentran Kana, Soleil Manga, Delcourt, Glénat y Ki-oon.
Títulos como Dreamland de Reno Lemaire (con 700.000 ejemplares vendidos) destacan por su gran popularidad. También vale la pena distinguir a Radiant, de Tony Valente, un manfra que consiguió ser distribuido en Japón. Además, obtuvo una adaptación al anime que fue televisado en NHK y transmitido de manera simultánea en Crunchyroll, Anime Digital Network y en el canal francés J-One. Más tarde, llegó a plataformas internacionales como Netflix.

## Historia

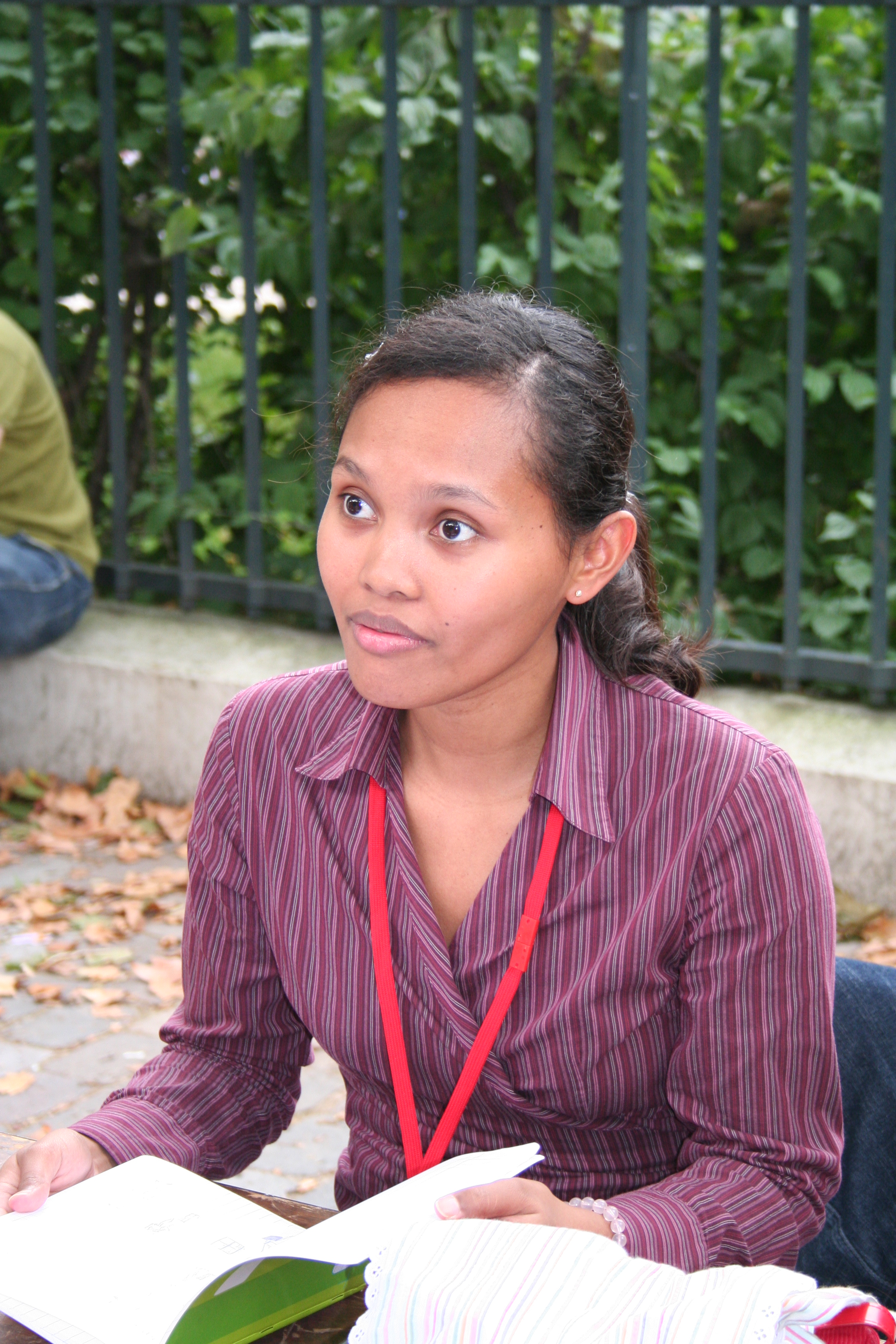
Jenny en 2006.

En los años 90, con el éxito de Club Dorothée, numerosos autores franceses se inspiraron en el manga y en la animación japonesa. Gracias a ello, el estilo artístico, anteriormente anclado a la historieta franco-belga, se expandió y transformó, importando nuevos códigos visuales y narrativos. En ese momento, el género aún no era popular, por lo que se limitaba a los fanzines.

### 2000
El primer manfra, apareció a principios de los años 2000. Sentai School escrito por Philippe Cardona e ilustrado por Florence Torta, fue prepublicado en la revista mensual Coyote Mag, de la editorial Semic, en julio de 2003 para aparecer en siete volúmenes.
En 2005, Tot y Ancestral Z publicaron Dofus, que superó el millón de copias vendidas.
Ese mismo año, la diseñadora Jenny Rakotomamonjy realiza Pink Diary por ocho volúmenes después de un encuentro con Thierry Joor, director literario de las ediciones Delcourt. Es el primer manfra que utiliza los códigos del Shōjo, un género dirigido a un público femenino, generalmente jóvenes adolescentes en la escuela, y que trata temas graves como la violencia o la anorexia.

Je pense que plusieurs auteurs ont maintenant fait leur preuve et ont simplement prouvé au lectorat français que nous étions capables de faire des œuvres de qualité (...) Beaucoup rêvent de devenir mangaka. Je pense que nous avons ouvert une porte qui leur a permis de croire qu’il était possible pour nous français de faire ce métier comme les Japonais."
Traducción:<<Creo que varios autores han demostrado su valía y simplemente probaron a los lectores franceses que somos capaces de producir obras de calidad. Mucha gente sueña con convertirse en mangaka. Creo que abrimos una puerta que les permitió creer que era posible que nosotros, los franceses, hiciéramos este trabajo como los japoneses.>>
Entrevista de Jenny

### 2010
La década de 2010 se caracterizó por un boom en el manfra siendo el más notorio exponente de esto City Hall, manfra de Rémi Guérin y Guillaume Lapeyre publicado en 2012 por Ankama Éditions, en estilo steampunk, que logró buenas ventas en las librerías hasta 2015.
La EIMA (Escuela Internacional de Manga y Animación) de Toulouse se sumó a la lista de establecimientos reconocidos por su formación en los oficios del cómic y del manga.
Al mismo tiempo, los aficionados pudieron publicar sus obras en plataformas online como Amilova o Mangadraft, que aglutinaron a una comunidad de artistas. Es el caso de Aerinn, que publicó en 2014 Chronoctis Express, un proyecto financiado por Tipeee y Ulule, luego publicado por Kotoji.
En 2016, el manfra Outlaw Players ganó el premio al mejor manga internacional en los Japan Expo Awards. La serie es publicada en Japón por la editorial Kodansha. 
Ese mismo año, el YouTuber Kevin Tran del canal «Le Rire Jaune», publicó Ki & Hi, que tuvo un éxito inmediato en las librerías. Se vendieron casi 50.000 ejemplares en diez días. 
Desde 2017, el Concurso Internacional de Manga MAGIC ofrece a los jóvenes talentos la oportunidad de ser juzgados por artistas de manga japoneses. La competencia de manga se lleva a cabo en el Foro Grimaldi, durante las Conferencias Internacionales de Juegos de Anime de Mónaco. Muchos dibujantes se publican en Japón en la famosa plataforma Shōnen Jump+. 
De 2014 a 2019, la editorial Ki-oon organiza un importante concurso de manga con un contrato de edición en juego. El “Tremplin Ki-oon”, que reúne a cientos de participantes, permite dar a conocer a jóvenes talentos como el suizo Yami Shin.
En 2019, Devil's Relics, coescrita por el rapero Gims, término siendo un fracaso comercial. Con una edición de 50.000 ejemplares, sólo vendió 21.000 unidades.
A finales de la década de 2010 también se desarrolló el neologismo afro-manga. Este tipo de manfra resalta mundos inspirados en culturas africanas o herencias extranjeras. Generalmente está escrito y dibujado por artistas de Reunión, Guadalupe, Martinica o Guyana . En 2017, la editorial Bubbles in the Ocean, con sede en Saint-Denis (Reunión), publicaron Redskin de Yvan Soudy alias Staark.  La editorial Glénat anuncia la publicación de RedFlower, un manga inspirado en las tradiciones africanas escrito por Loui, un autor franco-ghanés. 

### 2020

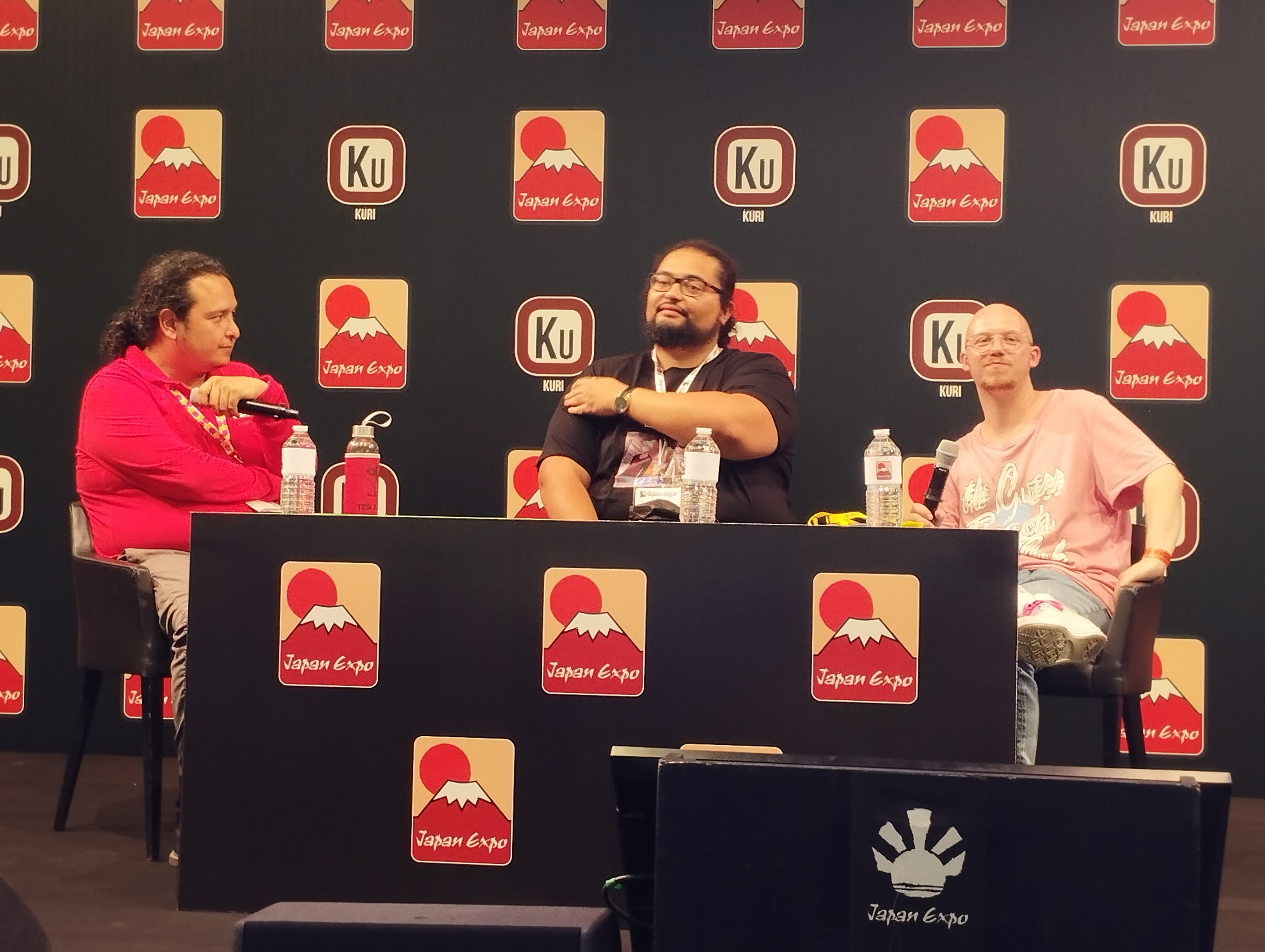
Conferencia de Le Chef Otaku

El manfra se consolida en Francia y se exporta internacionalmente. En el año 2020, el diseñador Jerónimo Cejudo se convirtió en el primer francés en ganar el famoso Premio Tezuka en Japón (sección internacional), lo que le valió las felicitaciones de mangakas como Kazue Kato (Blue Exorcist).
El mismo año, la editorial Kurokawa y la empresa luxemburguesa Tsume unieron fuerzas para dar vida a un nueva obra, KuroTsume.  Dos primeros títulos se anunciaron: Imperium Circus y Ragnafall. Pero dadas las bajas ventas en el mercado, ninguno de los títulos fue renovado. Desde entonces, el sello ha estado en pausa.
—En 2021, el regreso de Goldorak de Xavier Dorison se convierte en la segunda mayor venta del año en librerías solo detrás de Astérix. 
—En 2023, la editorial Kana lanzará su Mankaga Challenge, un importante concurso nacional para jóvenes talentos del manga sobre el tema Summer Feeling, durante la Japan Expo de París.
Para 2024, Kana también anuncia nuevos títulos en su catálogo de manfra. Les héritiers d'Agïone, de Sophie Colin alias Tpiu, la cual ha sido su obra importante;  Myrtis de Elsa Brants, creadora de Save Me Pythie, en un mundo de humor y fantasía. Finalmente, La boutique d'artefacts del autor Pacha, ambientada en un fantástico París de misterio y magia donde el joven Léo investiga la muerte de su tío tras una herencia extraordinaria.
La editorial Ankama publica Run to Heaven de Toan. La acción se desarrolla en una isla del Pacífico donde un conflicto armado enfrenta a las islas del Norte y del Sur con el telón de fondo de los Juegos Olímpicos, donde una adolescente aficionada al running sueña con encontrar a su madre, que se fue a luchar.
Christophe Cointault, que se distinguió por dos series publicadas por Glénat, anuncia Eightfull, una nueva historia de  deportes de combate en especifico a las MMA, como confía en las columnas de Le Parisien. También dibuja y publica Hajime, un manfra sobre el famoso judoka francés Teddy Riner. La historia se enriquece con anécdotas personales del propio deportista que dan una idea de su vida y sus valores.
Le Chef Otaku, seudónimo de Alvin Labecot, anuncia el Spatule Jump: una alternativa francesa a la histórica revista de manga japonesa Weekly Shōnen Jump.  Este proyecto alcanzó más del 400% de su objetivo en un sitio de crowdfunding. Él quiere ser como ”un foco en los jóvenes talentos, una colección de cuentos, con el fin de presentar a los jóvenes mangakas al mundo entero y ofrecerles la oportunidad de participar en un proyecto profesional, tal vez incluso de tener una primera publicación profesional". 

## Obras populares

### Dreamland
En 2006, Pika Édition publicó la obra de Reno Lemaire Dreamland. La historia se desarrolla en la actual Montpellier, Francia. La historia trata de Terrence Meyer, un estudiante de último año de STG (actual STMG1) que perdió a su madre en un incendio, por lo que desde entonces tiene miedo al fuego. Pero una noche, mientras sueña con su madre, supera su fobia controlando las llamas que lo rodean. A partir de este momento, durante su sueño, se ve transportado a Dreamland, el mundo de los sueños.

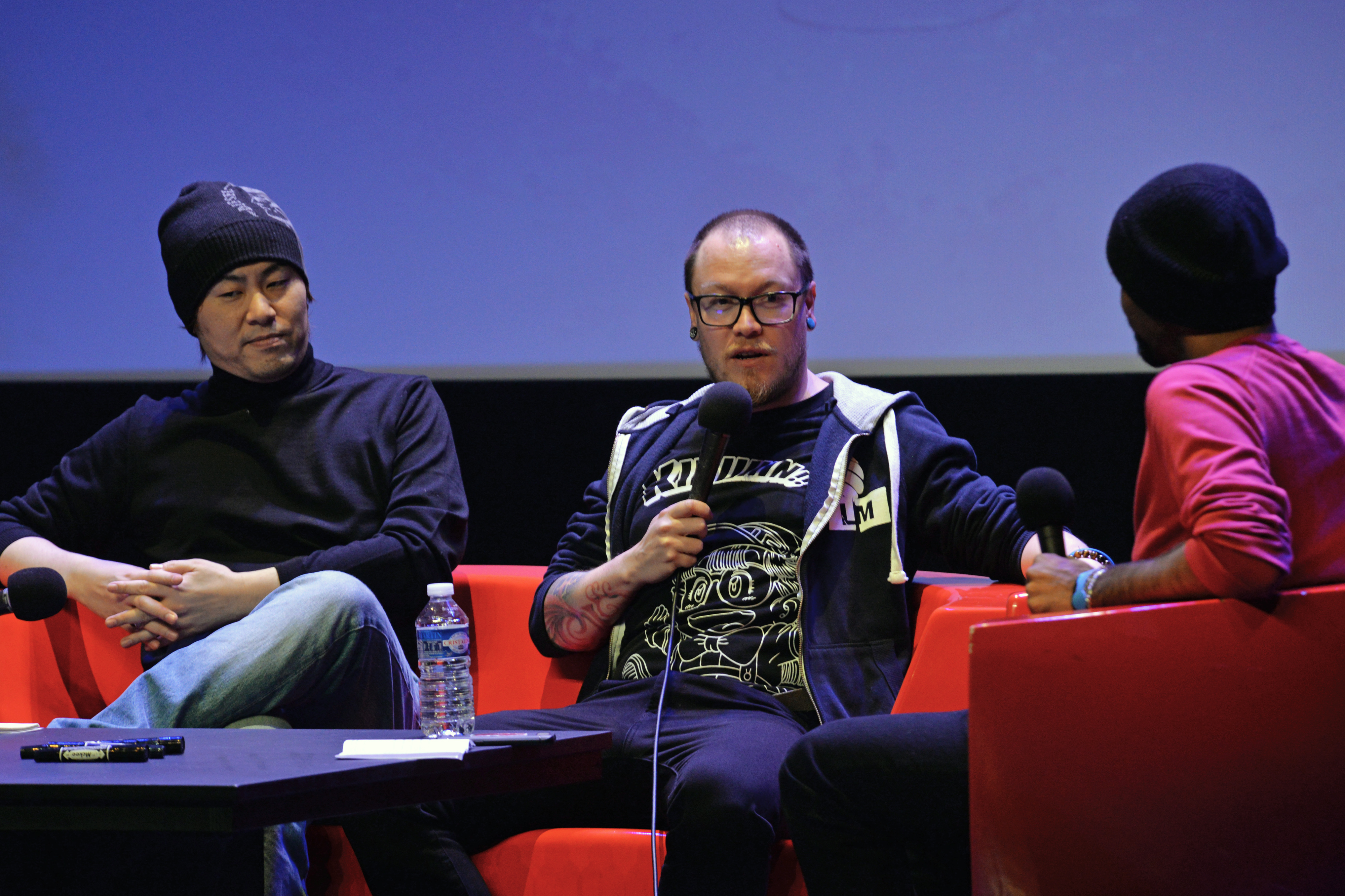
Encuentro entre Reno Lemaire y Hiro Mashima en el Festival de Angulema 2018.

 Je baignais dans cet univers depuis tout petit et, quand je me suis lancé dans cette aventure, personne ne l’avait encore fait (...)Je me foutais de ce que pouvaient penser les gens. Le plus important, c’était d’embarquer suffisamment de personnes dans mon délire pour pouvoir continuer l’aventure. Au final, je me suis retrouvé sur le devant de la scène, avec la casquette de “précurseur”. Du coup, j’ai été critiqué de tous les côtés. Pour la branche franco-belge, le manga était un envahisseur. Ils le voyaient comme une “sous-BD”.
Interview de Reno Lemaire par la Fnac.

Dreamland consigue conservarse con el tiempo siendo una de las más conocidas. En el verano de 2022, la plataforma francesa ADN  anunció la producción de una adaptación al anime, prevista para 2024. Ya están previstas tres temporadas de una decena de episodios que serán producidas por el estudio francés La Chouette Compagnie.

### Radiant

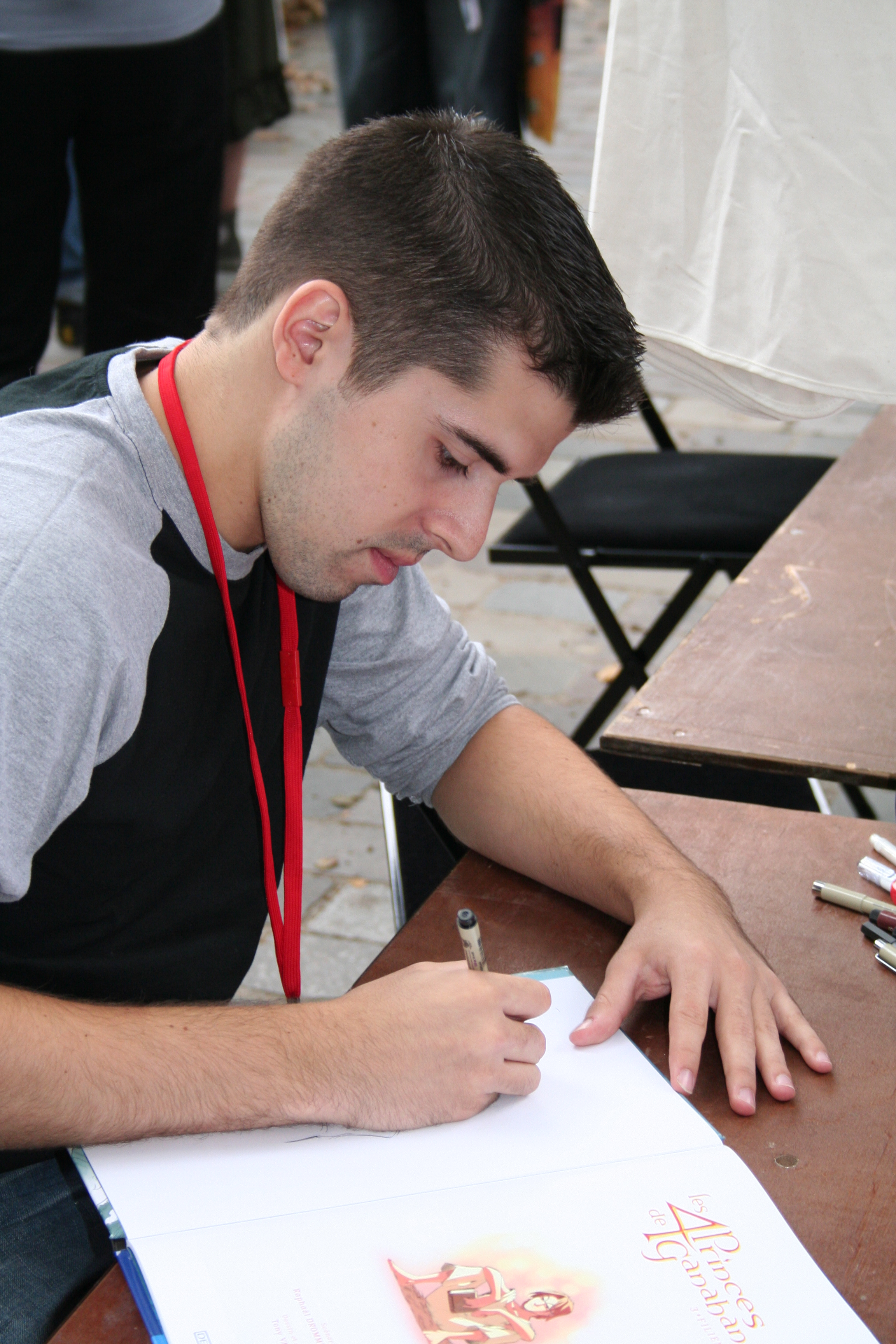
Tony Valente autor de Radiant.

Radiant de Tony Valente es el primer manfra publicado en Japón, a través de la editorial Asukashinsha en la colección Euromanga. En un universo de fantasía, los magos se enfrentan a monstruos llamados Némesis. Seth es un adolescente que debe encontrar el lugar de origen de los Némesis, el legendario Radiant, mientras evita la Inquisición, una organización opuesta a los hechiceros.
Radiant es reconocida por Yusuke Murata (One Punch Man) y Hiro Mashima      (Fairy Tail). Con motivo del Gran Premio de Anime y Manga, la serie recibió el premio al mejor cómic en el "estilo manga" del año 2014, otorgado por la revista AnimeLand. También ganó el premio BD/Manga Canal BD - J'aime lire Max en el “manga" en 2015. Para la Japan Expo 2016, la serie recibió el Premio Daruma al mejor manga internacional.

## Características
El manfra tiene características muy cercanas al manga japonés. Se publica generalmente en formato de bolsillo o semi bolsillo (A5/B5), rústica bajo sobrecubierta, con una paginación grande (180 páginas mínimo), en blanco y negro y una historia dividida en varios capítulos. El formato sigue siendo el mismo pero los códigos cambian, más centrados en la cultura occidental que en la japonesa.

### Clasificación
En Japón e internacionalmente, el manga se clasifica según la edad y el sexo del público objetivo: shōnen, seinen, etcétera. Sin embargo, las obras francófonas son mucho menos variadas por motivos comerciales. Así, principalmente sólo encontramos Nekketsu, un género muy popular entre adolescentes, inspirado en historias de aventuras tan famosas como Dragon Ball o One Piece pero también en mangas deportivos como Captain Tsubasa. 
Sin embargo, algunas manfras marcan la diferencia, como Pink Diary de Jenny, una serie de ocho volúmenes que retoma los códigos del shōjo (manga para chicas jóvenes), o Save me Pythia de Elsa Brants, que narra las desventuras de una joven en la Antigua Grecia.

### Dibujo
El manfra tiene un estilo dinámico, con exageración de movimientos y actitudes. Si bien las páginas son en blanco y negro, cada volumen tiene al inicio algunas páginas en color y luego pasa al uso de medios tonos, una técnica de puntos espaciados que tiene el efecto de dar visualmente diferentes valores de gris. Los personajes suelen tener características físicas asiáticas.
Los dibujantes se llaman Mangaka como sus homólogos japoneses. Trabaja con herramientas tan técnicas como plumillas. El mangaka francés a menudo debe encargarse solo de toda la producción de su obra, a diferencia del japonés, quien está generalmente rodeado de asistentes para dibujar los globos de texto o las decoraciones.

### Diálogos y textos
Está presente la presencia de efectos sonoros, interjecciones u onomatopeyas, más frecuentemente en francés, aunque un autor puede utilizar onomatopeyas japonesas en kanji, sinogramas, en los diálogos de un manfra.

### Disposición
El manfra puede tener dibujos a toda página, a doble página, paneles despiezados, encuadres y puesta en escena dividiendo una sola acción en varios paneles.

### Dirección de lectura

Dirección de lectura de un manga de derecha a izquierda.

En Japón, el manga se lee de derecha a izquierda y verticalmente (de arriba abajo), lo que corresponde a la dirección de lectura tradicional (tategaki 縦書き, " escritura vertical", también tategumi, 縦組み).
En Francia, aunque la lectura se hace de izquierda a derecha, los autores de manfra adoptan generalmente la dirección de lectura japonesa de derecha a izquierda; probablemente por estrategia comercial. Sin embargo, algunas obras se leen al estilo occidental, como en Talli o Fille de la Lune de Sourya Sihachakr.

## Lista de obras
- 4LIFE (Glénat) d'Antoine Dole et Vinhnyu
- Amour Sucré (Akiléos) de Migoto Sen Chu et Xian Nu
- L'année du dragon (Carabas) de François Duprat et Vanyda
- Appartement 44 (Ankama éditions) de Dara
- Ayakashi Légendes des 5 royaumes (Glénat) d'Izu et VanRah
- B.B Project (Shogun City) scénarisé par Kaze et dessiné par Shonen, 5 tomes, 2007-2010.
- Booksterz (Kana) de Guillaume Lapeyre, Rémi Guérin, Sylvain Dos Santos
- La Belle et la Bête (Delcourt) de Patrick Sobral
- Bubble Gôm Gôm (Oktoprod éditions) de Cyb
- Burning Tattoo d'Emmanuel Nhieu (Ankama Éditions), 3 tomes, 2016-2017.
- Brush Paradise (Peow studio) de Mathilde Kitteh
- Cassius (Kami) de Saïd Sassine
- Catacombes (Pika Édition) de Vald, 4 tomes, 2009-2016.
- Celle que... (Dargaud) de Vanyda, 3 tomes, 2008-2011.
- Chronoctis Express (Kotoji Éditions) d'Aerinn
- City Hall (Ankama Éditions) de Rémi Guérin et Guillaume Lapeyre, 7 tomes, 2012-2015.
- Debaser (Ankama Éditions) de Raf
- Devil's Relics (Fayard/Glénat) de Maitre Gims, Darcy, Yoshiyasu Tamura et Jean-David Morvan
- Dofus, Dofus Arena et Dofus Monster (Ankama Éditions)
- Dreamland (Pika Édition) de Reno
- Dys (Pika Édition) de Moonkey
- ElementR (Vents d'Ouest) de Thomas Bouveret
- Everdark (Pika Édition) de Romain Lemaire
- Golem (Olydri Éditions) d'Alexis Talone
- Green Mechanic[50] (Ki-oon) de Yami Shin[51]
- Hand 7 (Les Humanoïdes Associés) de Sébastien Célimon et Albert Carreres
- Harfang (Delcourt) d'Aurore
- Head-Trick (Édition ED)
- Horion (Glénat) d'Aienkei et Enaibi
- L'immeuble d'en face (La Boîte à Bulles) de Vanyda
- Imperium Circus (Tsumé) de Robin Dall Armellina, Codaleia et Alexandre Desmassias
- Ki & Hi (Michel Lafon) de Kevin Tran (scénario) et Fanny Antigny (dessin)[52]
- Kuma Kuma (Ankama Éditions) de Kaji (Virginie Debacker) et Yuki (Céline Debacker)
- L'Équipe Z (Kotoji Éditions) d'Ed Tourriol, Dan Fernandes et Albert Carreres
- La Bergère de Lourdes (Éditions Salvator) de Liaze
- Lastman (Casterman) de Bastien Vivès, Balak et Michaël Sanlaville
- Les Îles du vent d'Élodie Koeger et Hector Poullet
- Les Mystérieuses Cités d'or (Kazé) de Thomas Bouveret
- L'Escouade des Ombres (Les Humanoïdes associés) d'Alex Nikolavitch et de Shong
- Loa (Delcourt) de Guillaume Stey
- Lost Soul (Taïfu) de Liaze et de Moemai
- Lanfeust Quest (Végétal Manga) de Ludo Lullaby (d'après Arleston et Tarquin)
- Magical JanKen Pon (Kami) de Philippe Cardona
- Marblegen Origines (Kana) de Sylvain Dos Santos (scénario) et Grelin (dessin)
- Meckaz (Olydri Éditions) de Nicolas David
- My Destiny (Nanachi éditions) de Chibi Dam'Z
- Nako (Shibuya - Michel Lafon) de Tiers Monde (scénario) et Max (dessin)
- Nebelheim (Éditions Clair de Lune) d'Andras
- Necromancer (Pika Édition) de Moonkey
- Nini (Delcourt) de Arnaud Armant et Fafah Togora
- No Love Lost (Peow studio) de Luca Oliveri
- Nomad (Glénat) de Jean-David Morvan et Sylvain Savoia[53]
- Ogrest (Ankama Éditions) de Mig
- Omega Complex (Shogun City) d'Izu et Shonen
- Outlaw Players[54] (Ki-oon) de Shonen
- Pen Dragon (Shogun City) de Mika
- Pink Diary (Delcourt) de Jenny
- Radiant (Ankama Éditions) de Tony Valente
- Ripper (Ankama Éditions) de Jerónimo Cejudo
- Ragnafall (Tsumé) de KTA
- Redskin (Des Bulles dans l'Océan) de Staark
- Save me Pythie (Kana) d'Elsa Brants
- Sentaï School (Semic puis Kami puis Olydri Éditions) de Cardona et Torta
- Stray Dog (Glénat) de Vanrah
- Talli, fille de la lune (Ankama Éditions) de Sourya Sihachakr
- Tengu-Do (Les Humanoïdes associés) d'Alex Nikolavitch et André Rossetto
- Tinta Run (Glénat) de Christophe Cointault
- Les Torches d'Arkylon (Ark-Editions) de Michaël Almodóvar
- Urban Rivals (Delcourt) du Studio MAKMA
- Versus Fighting Story (Glénat) d'Izu et Kalon
- Vis à Vis (Pika Édition) de Miya
- Le Visiteur du futur : La Brigade temporelle (Ankama Éditions) de François Descraques, Guillaume Lapeyre et Alexandre Desmassias
- Wakfu (Ankama Éditions)
- Wrecked Hearts (Peow studio) de Mathilde Kitteh et Luca Oliveri
- Yodji (Kami) de Noë et Nini
- Zeitnot (Les Humanoides associés) d'Ed Tourriol et Eckyo